# Taller Sarandaca
El Taller Sarandaca un taller d'escultura i imatgeria festiva creat i dirigit per Ramon Aumedes i Farré el 1973, situat des del 2006 a la Fàbrica de les Arts Roca Umbert de Granollers, al Vallès Oriental.
Ramon Aumedes i Farré, nascut el 1950 a Guissona va crear el seu taller el 1973. Del 1986 a 2006 el taller era instal·lat a Can Comas. És un artista polifacètic que es dedica a l'escultura, la pintura i el dibuix. És conegut per la construcció i restauració de gegants i bèsties, així com realitzar còpies fidedignes alleugerint el pes o millorant l'estructura dels originals. El principal material amb el que treballa sol ser la fibra de vidre. La seva primera parella de gegants fou la seva pròpia, els Gegants del Taller Sarandaca. Al taller hi treballen també el seu dos fills, el músic i actor Pol Aumedes, la dissenyadora de moda i vestuari Mar Aumedes així com Francina Morell que confecciona el vestuari.
Ha realitzat obres als Països Catalans, entre d'altres per a Argentona, Caldes de Montbui, Castellbisbal, Granollers, Pallejà, Matadepera, Prat de Llobregat, la Bisbal d'Empordà, l'Espluga de Francolí, Llinars del Vallès, Molins de Rei, Montmeló, Montornès del Vallès, Ontinyent, Vilanova del Vallès, Sant Andreu de la Barca, entre altres poblacions i també a Bèlgica i a Steenvoorde (Flandes francès). El 2010 va realitzar les estelles de Nadal de Barcelona, segons un disseny de Ramon Bigas. El 2011 va ser elegit per participar en l'estand d'Espanya a la «Quadriennal d'escenografia i arquitectura teatral» a Praga.

## Obres destacades
- Jacobus de Steenvoorde[7]
- Gegant de Pierre Paulus (1881-1959), Châtelet (Bèlgica), pintor del «Gall valent» (coq hardi), bandera de Valònia[6]

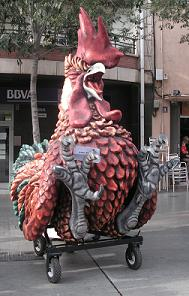
El Pollo del Prat de Llobregat (1991)
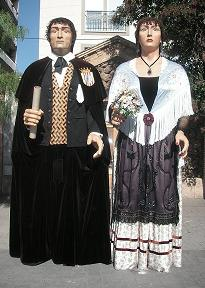
Els Gegants Nous de Molins de Rei (1988)